# Hideya Okamoto
Hideya Okamoto (岡本 英也 Okamoto Hideya?, nacido el 18 de mayo de 1987 en Osaka) es un futbolista japonés que se desempeña como delantero.

## Trayectoria

### Clubes
| Club                | País  | Año         |
| ------------------- | ----- | ----------- |
| Gamba Osaka         | Japón | 2006 - 2008 |
| Avispa Fukuoka      | Japón | 2009 - 2011 |
| Kashima Antlers     | Japón | 2012        |
| Albirex Niigata     | Japón | 2013 - 2014 |
| Oita Trinita        | Japón | 2015        |
| Fagiano Okayama     | Japón | 2015 - 2016 |
| Renofa Yamaguchi FC | Japón | 2016 - 2017 |
| AC Nagano Parceiro  | Japón | 2017 -      |

## Estadística de carrera

### J. League
| Club                | Año   | J. League | J. League | Copa J. League | Copa J. League | Total | Total |
| Club                | Año   | Part.     | Goles     | Part.          | Goles          | Part. | Goles |
| ------------------- | ----- | --------- | --------- | -------------- | -------------- | ----- | ----- |
| Gamba Osaka         | 2006  | 0         | 0         | 0              | 0              | 0     | 0     |
| Gamba Osaka         | 2007  | 0         | 0         | 0              | 0              | 0     | 0     |
| Gamba Osaka         | 2008  | 3         | 0         | 0              | 0              | 3     | 0     |
| Avispa Fukuoka      | 2009  | 35        | 5         | -              | -              | 35    | 5     |
| Avispa Fukuoka      | 2010  | 35        | 3         | -              | -              | 35    | 3     |
| Avispa Fukuoka      | 2011  | 30        | 8         | 2              | 0              | 32    | 8     |
| Kashima Antlers     | 2012  | 5         | 0         | 3              | 1              | 8     | 1     |
| Albirex Niigata     | 2013  | 27        | 6         | 5              | 3              | 33    | 9     |
| Albirex Niigata     | 2014  | 32        | 1         | 5              | 0              | 37    | 1     |
| Oita Trinita        | 2015  | 9         | 0         | -              | -              | 9     | 0     |
| Fagiano Okayama     | 2015  | 9         | 1         | -              | -              | 9     | 1     |
| Fagiano Okayama     | 2016  | 4         | 0         | -              | -              | 4     | 0     |
| Renofa Yamaguchi FC | 2016  | 10        | 0         | -              | -              | 10    | 0     |
| Renofa Yamaguchi FC | 2017  | 8         | 0         | -              | -              | 8     | 0     |
| AC Nagano Parceiro  | 2017  | 7         | 0         | -              | -              | 7     | 0     |
| Total               | Total | 214       | 24        | 15             | 4              | 229   | 28    |